# Koloveč
Koloveč (deutsch Kollautschen) ist ein Markt im Plzeňský kraj in Tschechien.

## Geografische Lage
Koloveč liegt ungefähr 16 Kilometer südöstlich von Horšovský Týn umgeben von Hügeln: (von Norden im Uhrzeigersinn)
Buková hora (579 m), Radlice (604 m), Bílý kámen (526), Kolník (467 m) und Kobylan (474 m), im Švihoska Hügelland. In Koloveč entspringt der Kolovečský potok, der sich mit dem Dravý potok vereinigt und etwa acht Kilometer nordwestlich bei Osvračín in die Zubřina mündet, die ihrerseits etwa drei Kilometer weiter nördlich bei Staňkov in die Radbuza fließt.

## Geschichte

### Anfänge bis 14. Jahrhundert
Der Name Koloveč kommt von kolová ves, das heißt auf Deutsch: Dorf auf Pfählen gebaut. Das Gebiet um Koloveč war sumpfig und deshalb wurden die Häuser auf hölzernen Pfählen errichtet. Koloveč befindet sich in dem Gebiet des Prager Bistums, das auf die älteste Besiedlung zurückblickt. Seine erste schriftlich Erwähnung fand es in einer Urkunde des Prager Bischofs Jindřich Břetislav aus dem Jahr 1197 als Eigentum des Prämonstratenser Klosters in Doksany bei Litoměřice. Der Přemyslide Ottokar I., erster erblicher König von Böhmen, bestätigte Koloveč als Eigentum des Klosters in Doksany. Papst Gregor X. bestätigte 1273, dass das Dorf Koloveč dem Kloster Doksany mit Feldern, Wäldern, Wiesen und allen Steuereinnahmen gegeben war. Im Jahr 1384 wurde Koloveč als zum Archidiakonat Horšov gehörig aufgeführt.

### 14. Jahrhundert bis 16. Jahrhundert
Vom 13. Jahrhundert bis zum 16. Jahrhundert durchlebten die Ortschaften in Tschechien eine unsichere Zeit mit zahlreichen lokalen Kriegen, die die häufig wechselnden Herrscher und Feudalherren untereinander ausfochten, bis hin zu den Hussiteneinfällen in Bayern. 1421 griffen die Hussiten das Kloster Doksany an und brannten es nieder. Das Kloster wurde seiner Landgüter beraubt und Koloveč gelangte in weltlichen Besitz. 1491 gab König Vladislav Koloveč den Adligen Jan und Hynek von Roupov zum erblichen Eigentum. Das Geschlecht derer von Roupov herrschte in Koloveč 90 Jahre bis 1580. Sie bauten Herrenhäuser (heute Nr. 35 und 186), eine Brauerei, renovierten die Kirche, gewannen für Koloveč ein Marktwappen, ein Siegel, das Markt- und das Braurecht. 1580 verkauften sie Koloveč an die Ritter Žákavec von Žákava. Koloveč wechselte in der Folge mehrfach den Besitzer.

### 17. Jahrhundert bis Gegenwart
Auch im 17. Jahrhundert fand die Gegend um Koloveč keine Ruhe und noch sechs Jahre nach Ende des Dreißigjährigen Krieges war die Hälfte der Häuser in Koloveč verwüstet und leer. Die Lebensbedingungen waren sehr schlecht und die jeweiligen Besitzer hoch verschuldet. 1711 gelangte Koloveč durch Kauf an das Geschlecht der Czernin von und zu Chudenitz,
die es bis 1925 behielten. Mit diesem Besitzerwechsel kehrten sich die Verhältnisse zum Besseren. Die neuen Besitzer halfen nach Bränden, beim Bau einer Schule und eines Rathauses, beim Bau und bei der Renovierung der Kirche und bei der Kranken- und Armenfürsorge. In dieser Zeit gab es in Koloveč 12 Töpfer, 11 Schneider, 12 Schuster, 7 Schreiner, 3 Schlosser, 3 Schmiede, 2 Bäcker und Krämer, Tuchmacher, Lebzelter, Kaufleute und Schankwirte.

## Gemeindegliederung
Die Gemeinde Koloveč besteht aus den Ortsteilen und Katastralbezirken Koloveč (Kollautschen) und Zichov (Sichhof).

## Kultur und Sehenswürdigkeiten
Bereits im 13. Jahrhundert gab es in Koloveč eine Kirche, die der heiligen Barbara geweiht war.
Die heutige Kirche Maria Verkündigung und das Pfarrhaus wurden im 18. Jahrhundert gebaut.
Neben der Kirche steht ein originelles Denkmal für die Gefallenen der beiden Weltkriege:
Ein lachender Böhmischer Löwe drückt dem kläglich auf dem Rücken liegenden österreichischen Doppeladler die Tatze auf die Brust.
Ein Handwerksmuseum zeigt das Töpfer-Handwerk, das in Koloveč eine lange Tradition hat, die bis in das 16. Jahrhundert zurückgeht.

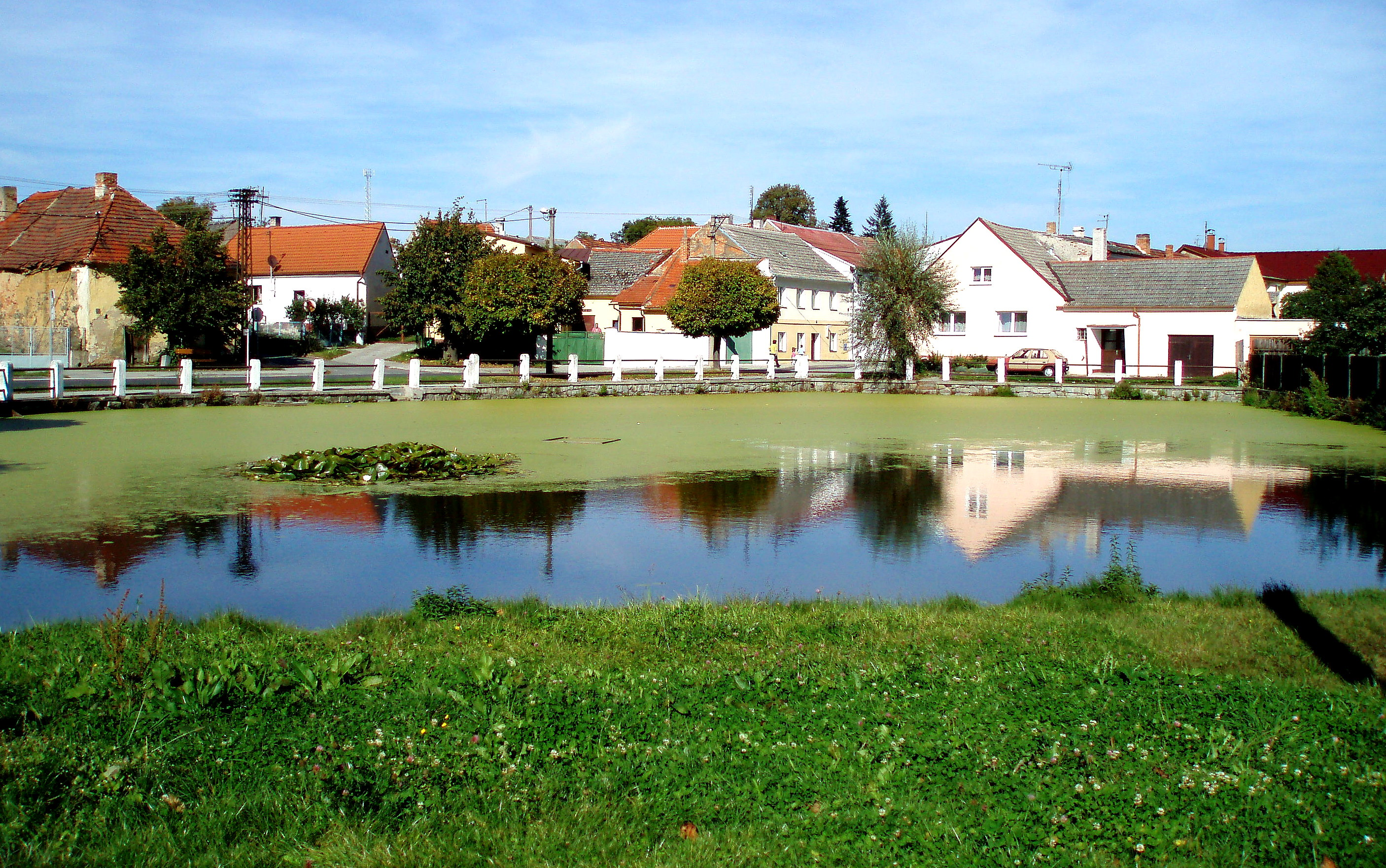
Koloveč
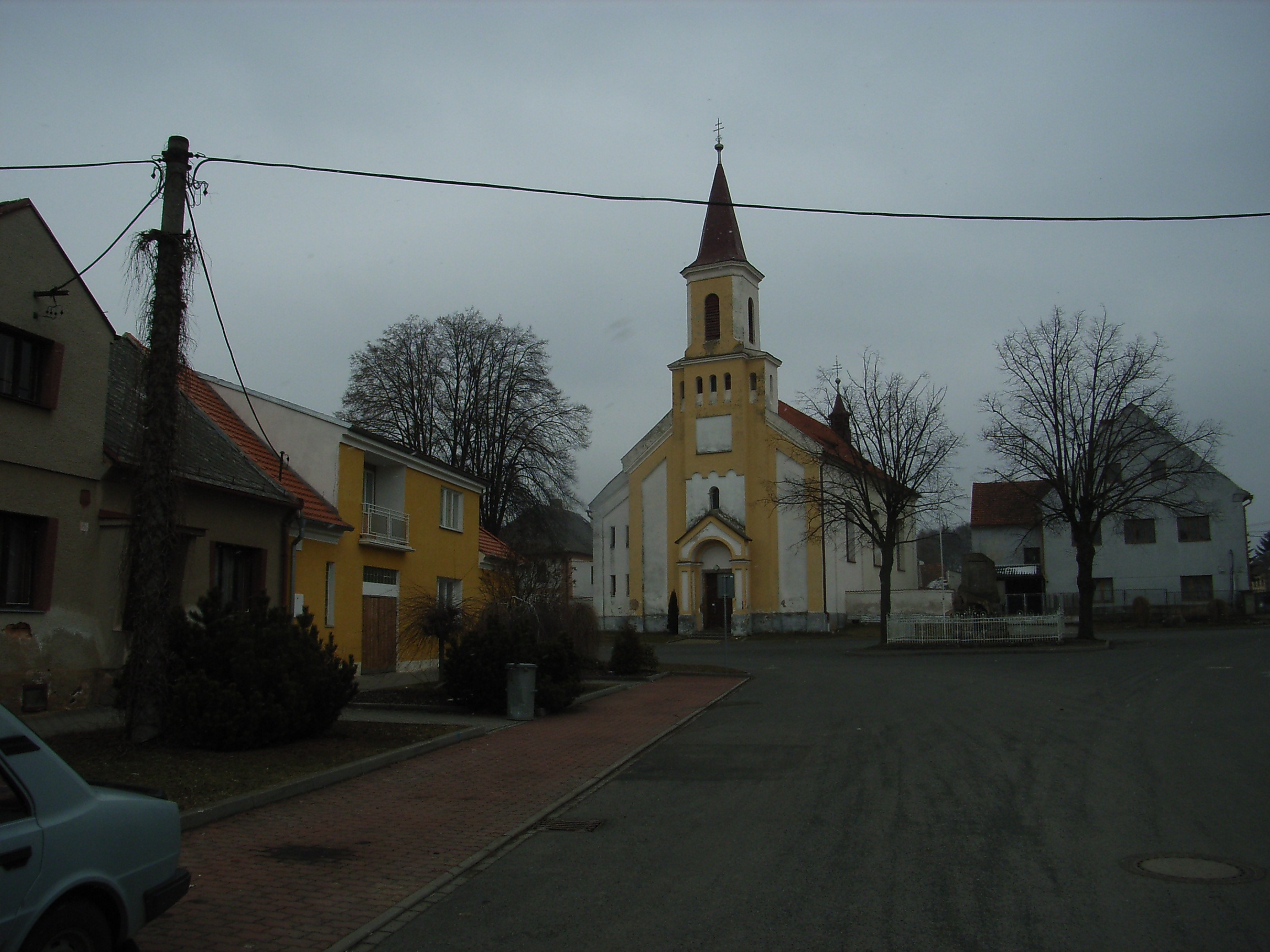
Koloveč Kirche Maria Verkündigung (2013)
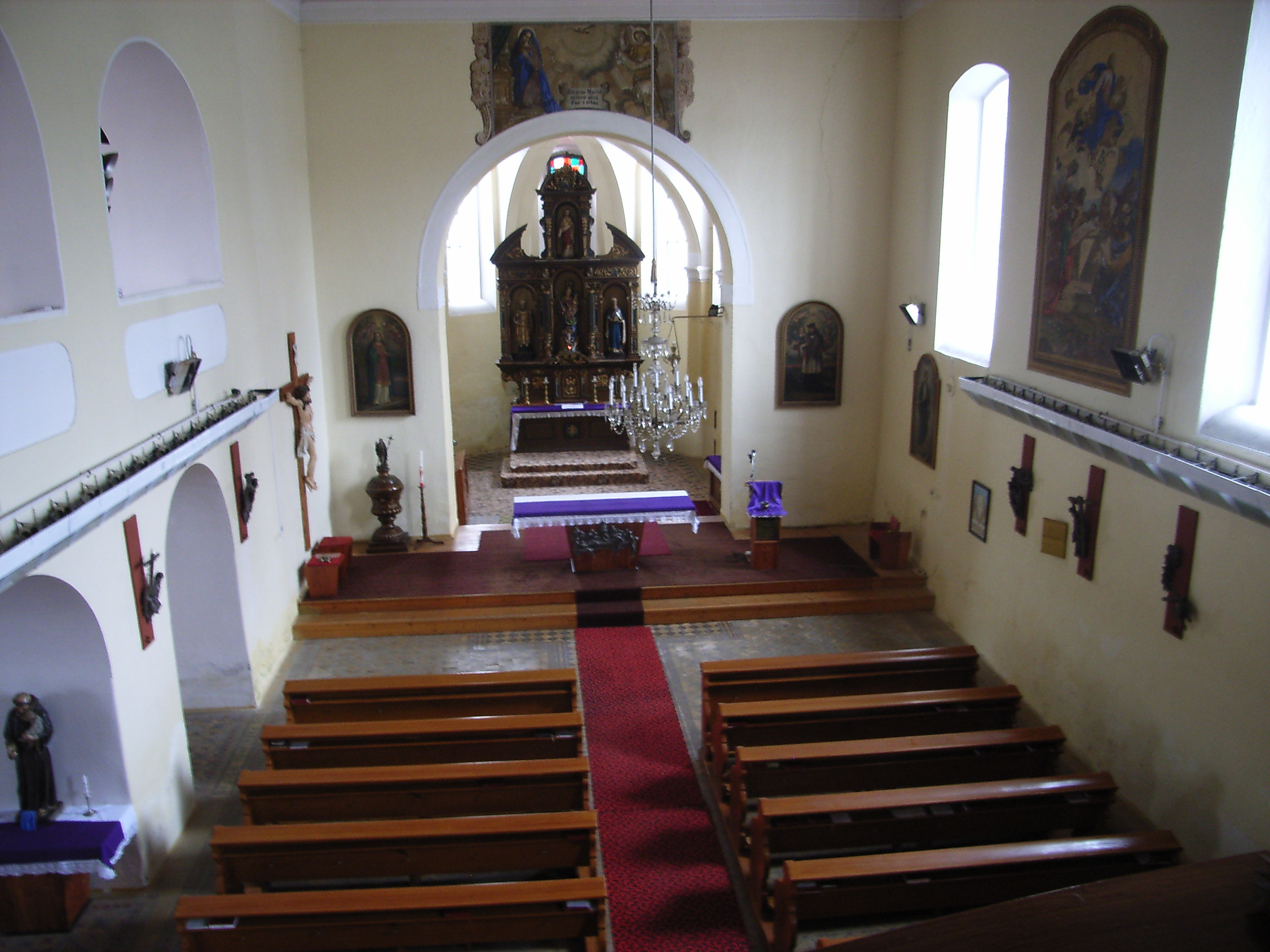
Koloveč Kirche Maria Verkündigung von Innen (2013)
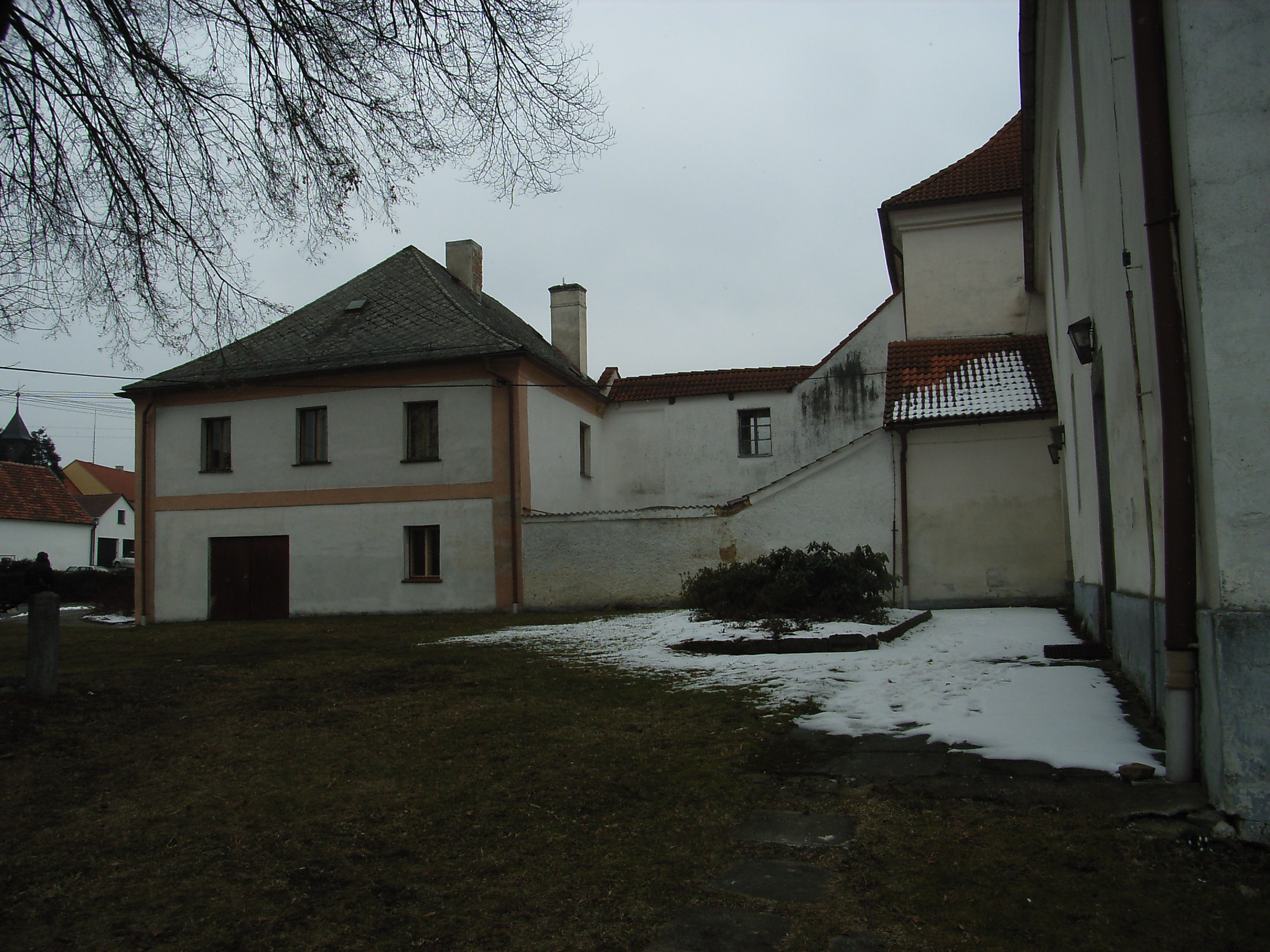
Koloveč Pfarrhof (2013)
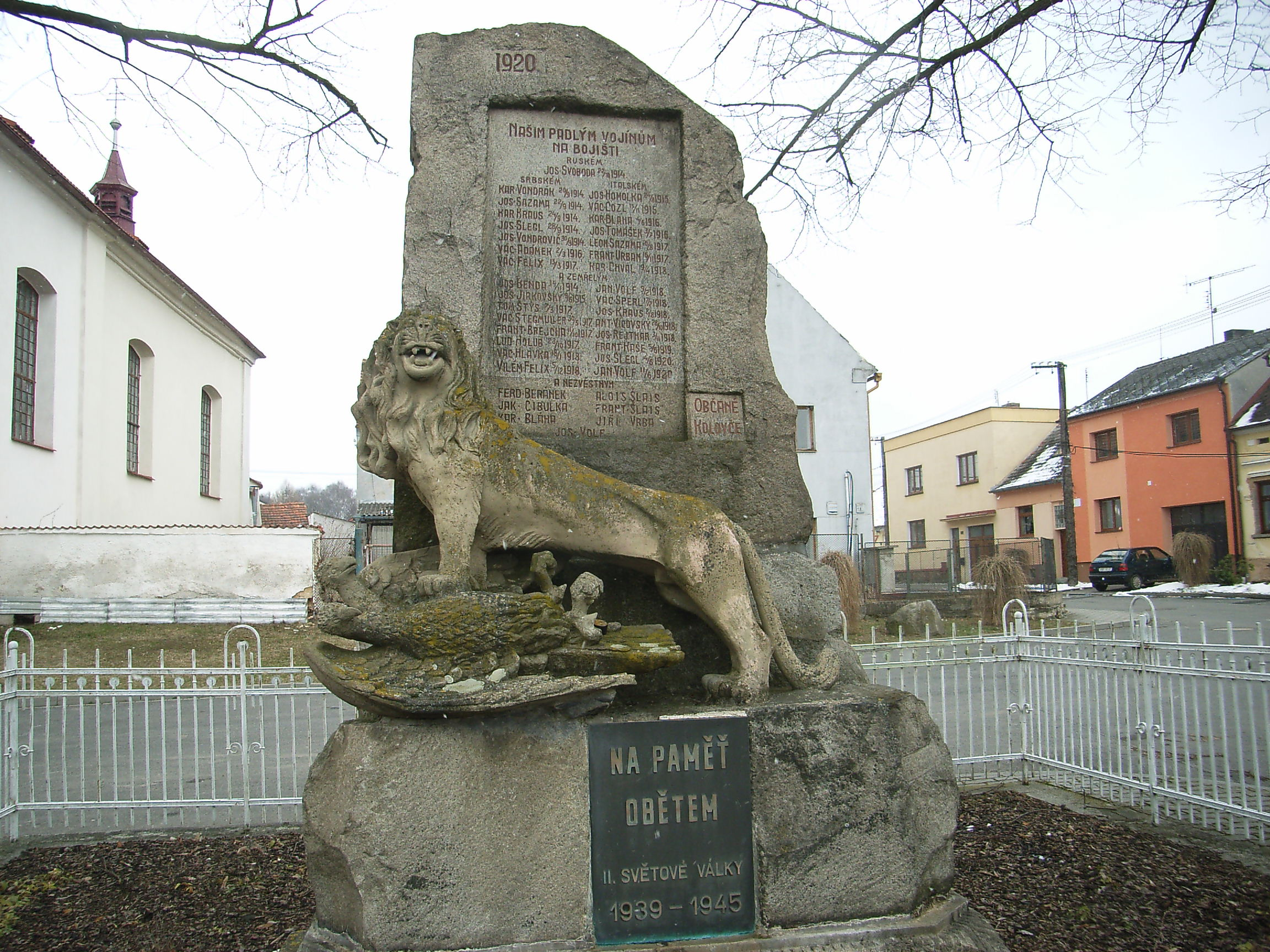
Koloveč Denkmal für die Gefallenen der beiden Weltkriege
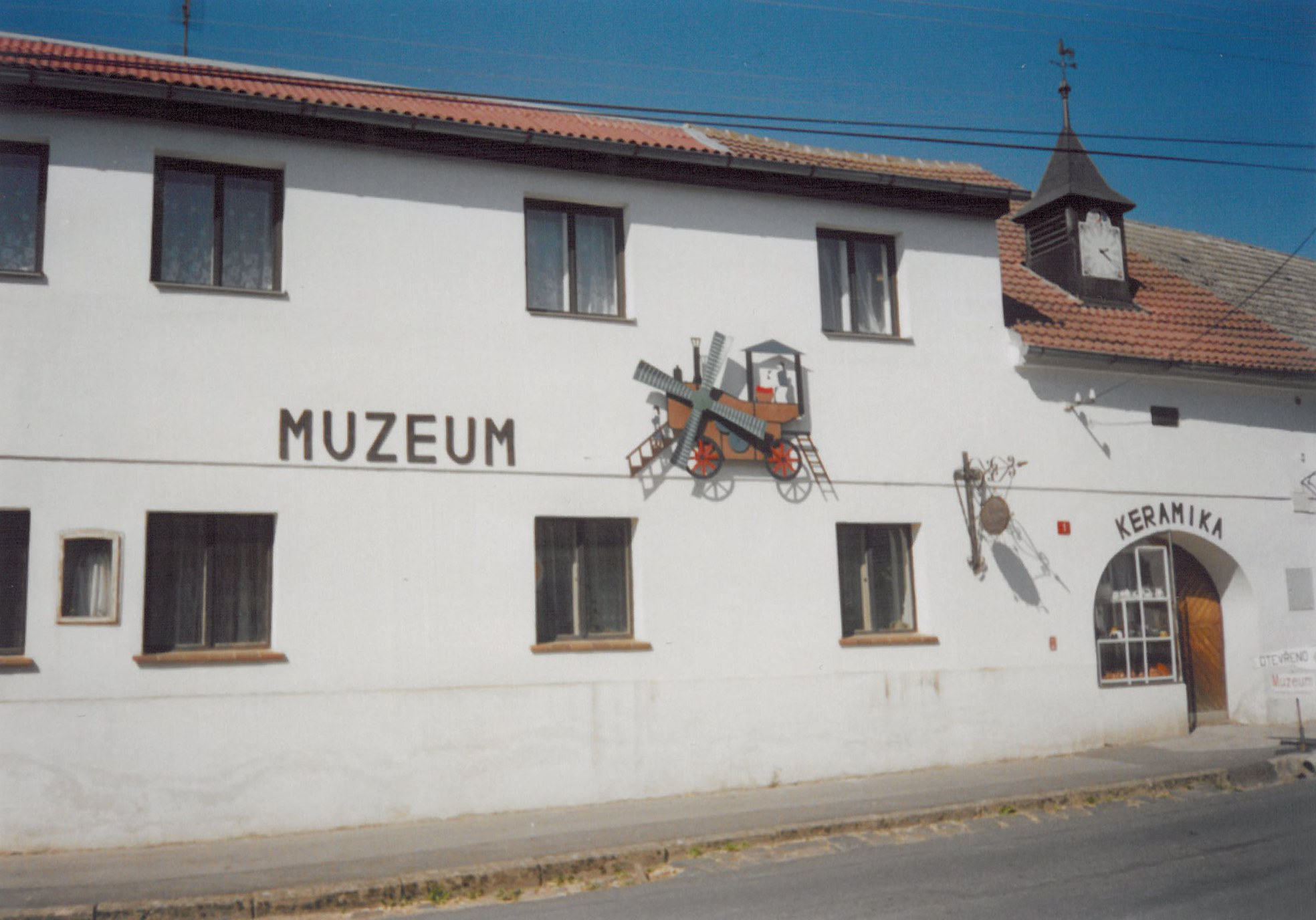
Koloveč Handwerksmuseum